# Nădrag
Nădrag là một xã thuộc hạt Timiș, România. Dân số thời điểm năm 2002 là 2928 người.